# Mount Hanover
Der Mount Hanover ist ein 1748 m hoher Berg mit einer Schartenhöhe von 228 m in der kanadischen Provinz British Columbia.

## Geographie
Der Mount Hanover liegt im Squamish-Lillooet Regional District im Cypress Provincial Park, 24 km nördlich von Vancouver, in der Britannia Range der North Shore Mountains, eines Teils der Coast Mountains. Der Mt. Hanover ist der zweithöchste Gipfel der North Shore Mountains nach dem Brunswick Mountain (1788 m), der auch der nächsthöhere Berg ist. Die Abflüsse der Niederschläge vom Berg fließen auf der Ostseite in den Capilano River und auf der Westseite in den Howe Sound über den Deeks Creek. Der Mount Hanover ist eher für den steilen Anstieg aus dem Gelände als für seine absolute Höhe bemerkenswert. Das Relief ist so gestaltet, dass der Berg sich auf 1748 m über den fünf Kilometer entfernten Howe Sound erhebt.

## Geschichte
Die Erstbesteigung wurde am 23. Mai 1913 durch Don Munday, Ben Hanafin und Edward LaPage ausgeführt. Das Toponym des Berges wurde am 7. Dezember 1937 vom Geographical Names Board of Canada offiziell anerkannt. Die Gipfel der Britannia Range (Brunswick Mountain, Mt. Hanover, Mt. Windsor) sind nach dem britischen Königshaus benannt, in diesem Falle nach dem Haus Hannover.

## Klima
In Bezug auf die Klimaklassifikation nach Köppen und Geiger herrscht am Mount Hanover ein Westseiten-Seeklima. Die meisten Wetterfronten stammen vom Pazifik und bewegen sich ostwärts auf die Coast Mountains zu, wo sie durch die Berge zum  Aufsteigen (Windstau) gezwungen werden, was wiederum dazu führt, dass die enthaltene Feuchtigkeit in Form von Regen oder Schnee abgegeben wird. Im Ergebnis führt das zu hohen Niederschlägen in den Coast Mountains, insbesondere zu starken Schneefällen im Winter. Die Temperaturen können unter −20 °C fallen, unter Berücksichtigung von Windchill-Einfluss unter −30 °C.

## Galerie

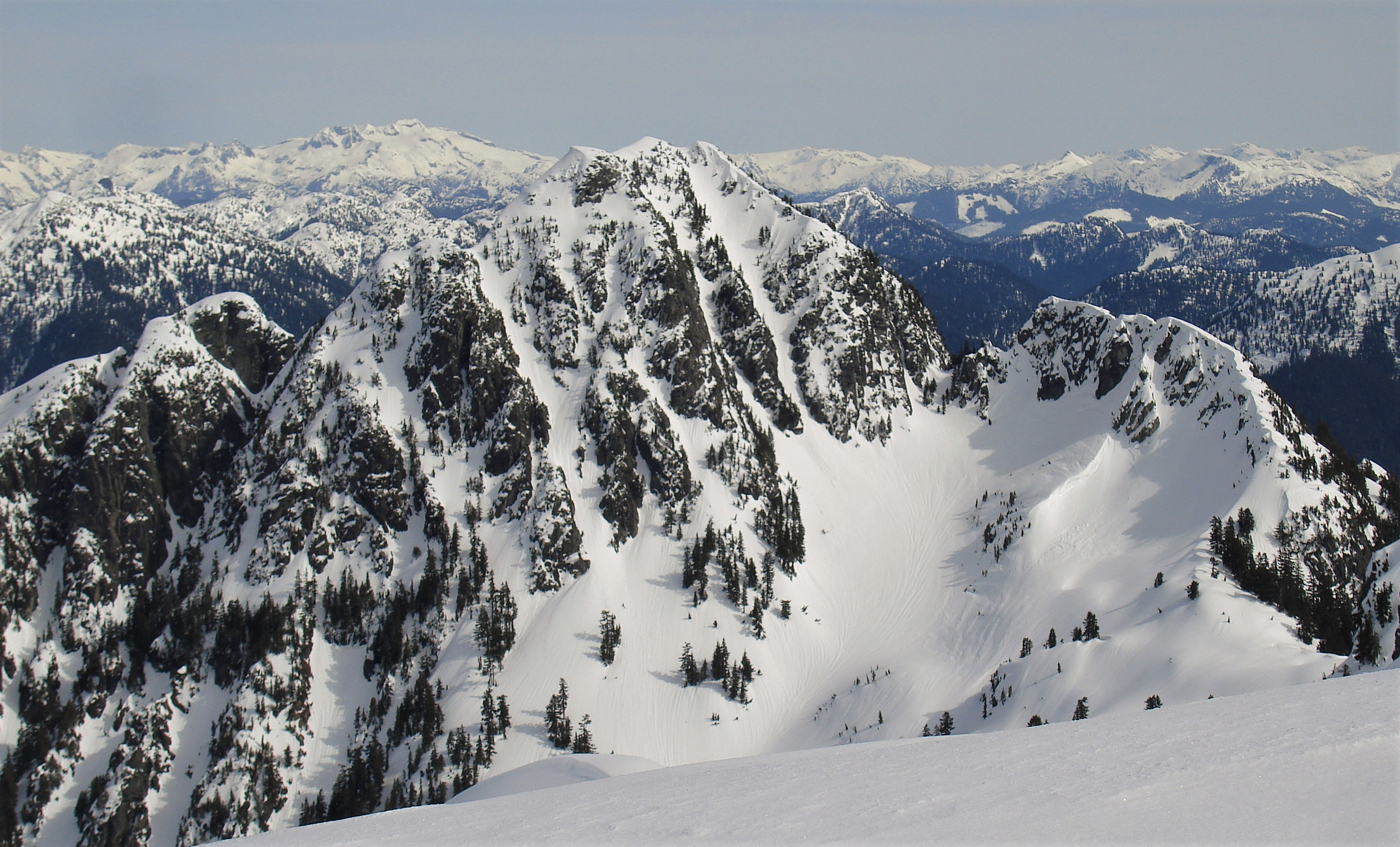
Mt. Hanover vom Brunswick Mountain aus
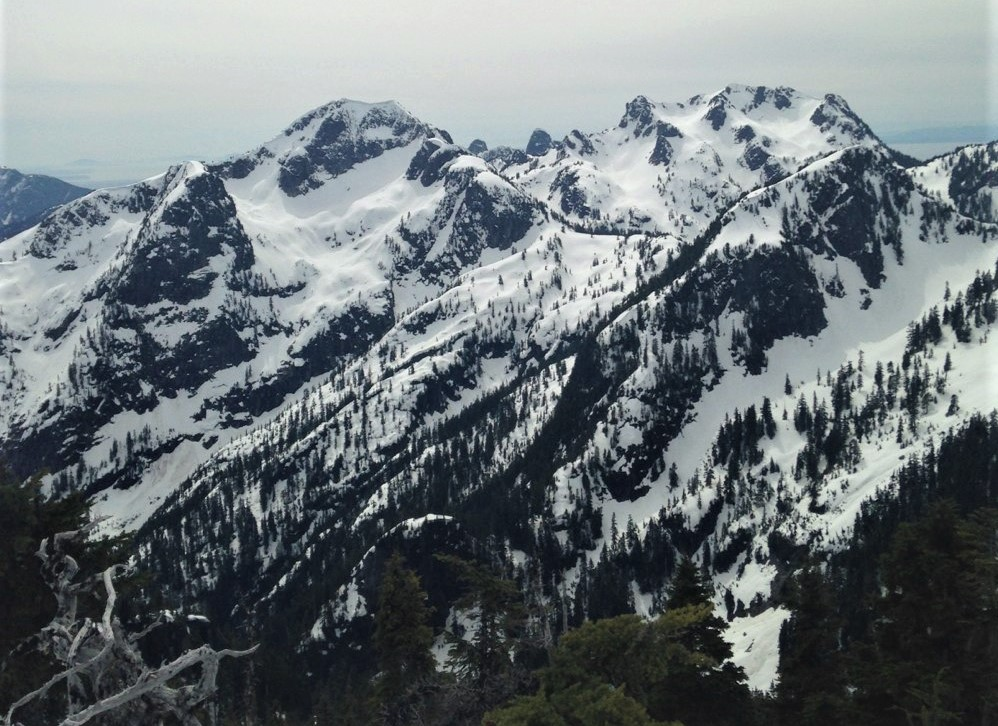
Nordansicht des Mt. Hanover (links) und des Brunswick Mountain (rechts) vom Mt. Windsor aus
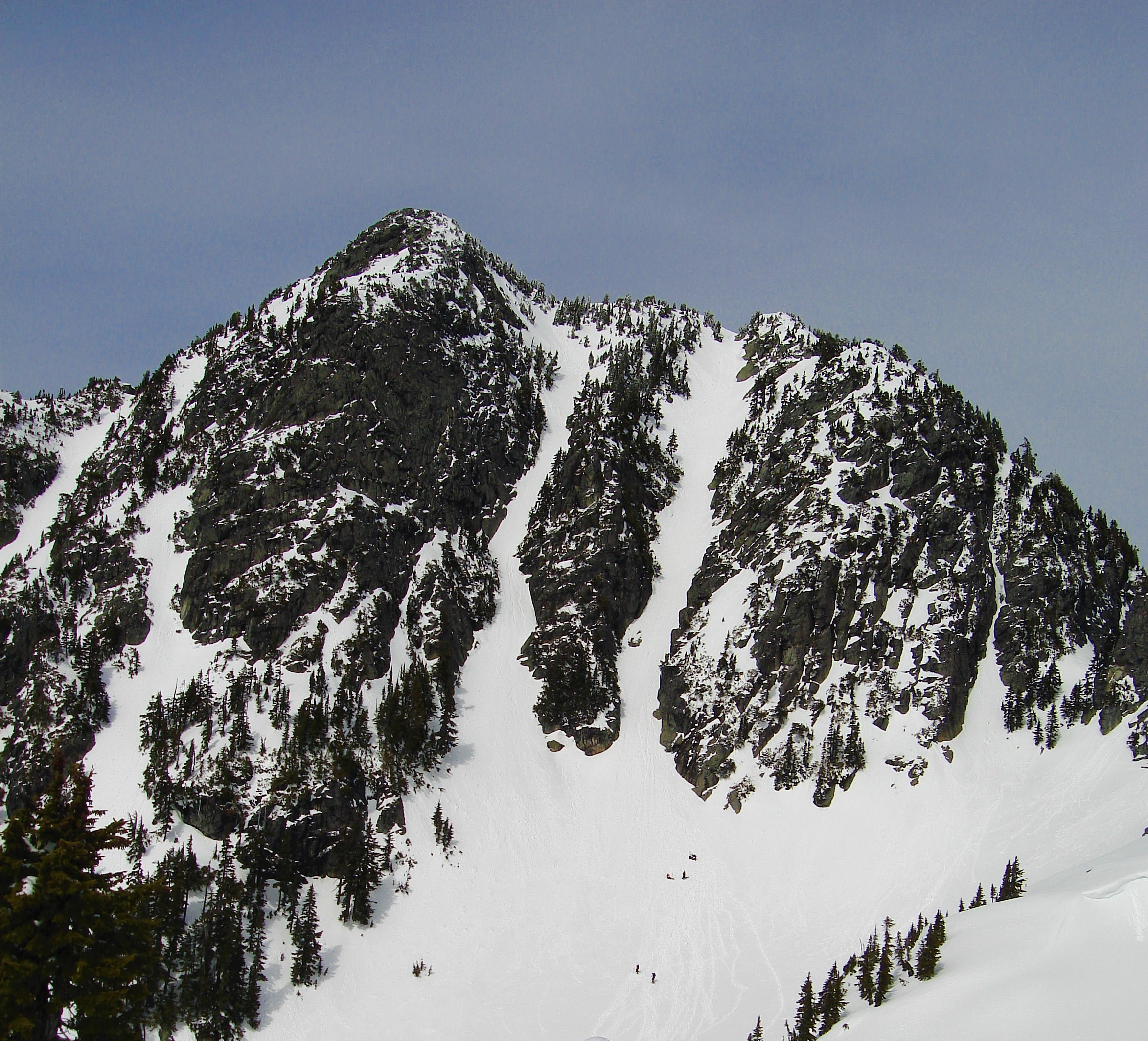
Südrinne des Mt. Hanover